# Nissögefiskar
Nissögefiskar (Cobitidae) är en familj strålfeniga benfiskar som omfattar cirka 250 arter i Europa, Nordafrika (Marocko) och Asien. Arterna indelas i två underfamiljer och 23 släkten. Arterna är huvudsakligen bottenlevande i snabbt strömmande bäckvatten.
Några arter når även bräckt vatten men de lever inte i havet.
Flera arter är vanliga akvariefiskar.
I svenska vatten finns bara en art av nissögefiskarna, nominatarten nissöga.